# La nueva banda timbiriche (álbum)
La nueva banda timbiriche es el álbum de estudio debut de la banda mexicana homónima lanzado el 25 de noviembre de 2007 a través de Televisa Emi Music.
El grupo surgió del programa de telerrealidad, Buscando a Timbiriche: La Nueva Banda, producido por Televisa y trasmitido en el canal Las Estrellas el año 2007, estaba integrado por: Brissia Mayagoitia, Fernanda Arozqueta, Alberto Dogre, Gaby Sánchez, Eduardo Brito, Taide Rodriguez y Yurem Rojas.

## Lista de canciones
| N.º   | Título                | Escritor(es) | Duración |  |
| 1.    | «Aunque digas»        | Joel Montes | 3:33     |  |
| 2.    | «Tú,tú,tú»            | Billy Méndez,Memo Mendez, Guiu                                                                                   | 2:54     |  |
| 3.    | «Que me queda»        | Jesse y Joy Huerta                                                                                               | 2:58     |  |
| 4.    | «Milagro de amor»     | Billy Méndez,Paulyna Carraz                                                                                      | 2:31     |  |
| 5.    | «Intoxicado»          | Alberto Mantovani,Erik Rubin,Monica Veles                                                                        | 3:37     |  |
| 6.    | «Depende»             | JL Piloto,Kiko Campos                                                                                            | 3:05     |  |
| 7.    | «Fin de semana»       | Memo Mendez Guiu,Kiko Campos                                                                                     | 3:41     |  |
| 8.    | «Todo»                | Billy Méndez,Memo Mendez Guiu,Miah Méndez                                                                        | 3:36     |  |
| 9.    | «En cada latido»      | F. Riba,Kiko Campos                                                                                              | 3:50     |  |
| 10.   | «Tu y yo»             | Jesse y Joy Huerta                                                                                               | 3:30     |  |
| 11.   | «Por que te vas»      | Mauricio L. Arriaga                                                                                              | 3:54     |  |
| 12.   | «El nuevo timbiriche» | Memo Mendez Guiu                                                                                                 | 2:50     |  |
| 13.   | «Buscando mi destino» | Bautista Jurado Juan Nain, Nimrrod Romero Degandiaga Alfonso Ander,Ochoa Calderon David,Vázquez Olavarria Willie | 4:56     |  |
| 45:01 |                       | |          |  |

## Posicionamiento en listas
| Listas (2007)     | Mejor posición | ref   |
| ----------------- | -------------- | ----- |
| México (AMPROFON) | 18             | [ 3 ] |

## Certificaciones
| País              | Certificación | Ventas | Ref.  |
| ----------------- | ------------- | ------ | ----- |
| México (AMPROFON) | Oro           | 50.000 | [ 4 ] |

## Historial de lanzamiento
| Región | Fecha                   | Sello              | Formato | Ref         |
| ------ | ----------------------- | ------------------ | ------- | ----------- |
| Varios | 25 de noviembre de 2007 | Televisa Emi Music | CD      | [ 5 ] [ 6 ] |